# Titularbistum Mopta
Mopta ist ein Titularbistum der römisch-katholischen Kirche.
Es geht zurück auf einen Bischofssitz in der gleichnamigen antiken Stadt, die in der Spätantike in der römischen Provinz Mauretania Sitifensis (heute nördliches Algerien) lag. Spätestens im Zuge der islamischen Expansion ging der Bischofssitz unter.
| Titularbischöfe von Mopta |                                                                  |                                                                  |                   |                   |
| Nr.                       | Name                                                             | Amt                                                              | von               | bis               |
| 1                         | João António da Silva Saraiva                                    | Weihbischof in Évora (Portugal)                                  | 30. August 1965   | 21. November 1965 |
| 2                         | Juozas Matulaitis-Labukas                                        | Apostolischer Administrator von Kaunas (Litauen)                 | 24. November 1965 | 28. Mai 1979      |
| 3                         | Geoffrey Francis Mayne                                           | Militärbischof des Australischen Militärordinariats (Australien) | 2. Januar 1985    | 7. März 1998      |
| 4                         | Luigi Moretti ab 17. Oktober 2003 Titularerzbischof pro hac vice | Weihbischof in Rom (Italien)                                     | 3. Juli 1998      | 10. Juni 2010     |
| 5                         | Christopher Coyne                                                | Weihbischof in Indianapolis (USA)                                | 14. Januar 2011   | 22. Dezember 2014 |
| 6                         | Teodor Martynjuk MSU                                             | Weihbischof in Ternopil-Sboriw (Ukraine)                         | 12. März 2015     | 17. Oktober 2024  |
| 7                         | Nereudo Freire Henrique                                          | Weihbischof in Olinda e Recife (Brasilien)                       | 8. November 2024  |                   |